# جایزه مستقل ادبیات داستانی خارجی
جایزه ادبیات داستانی مستقل خارجی (به انگلیسی: Independent Foreign Fiction Prize) یک جایزه ادبی در فاصله زمانی سال تا ۱۹۹۰ تا ۲۰۱۵ در بریتانیا بود. این جایزه توسط روزنامه بریتانیایی ایندیپندنت برای گرامیداشت ادبیات داستانی معاصر و ترجمه‌شده به انگلیسی، در بریتانیا افتتاح شد.
این جایزه برای اولین بار در سال ۱۹۹۰ راه اندازی گردید و به مدت پنج سال اجرا شد؛ تا اینکه متوقف گردید. در سال ۲۰۰۱ با حمایت مالی شورای هنر انگلستان احیا شد. از سال ۲۰۱۱ اداره این جایزه را بوک تراست «بزرگترین مؤسسه خیریه مطالعه کودکان در انگلستان» به‌عهده گرفت؛ و «ایندیپندنت» را در نام خود حفظ کرد. در سال ۲۰۱۵، این جایزه در یک پیکربندی مجدد با جایزه جهانی من بوکر ادغام شد.
آثار (داستان یا داستان کوتاه) برگزیده، در سال قبل از جایزه توسط یک نویسنده زنده به ترجمه انگلیسی در بریتانیا منتشر می‌شدند. این جایزه هم به رمان‌نویس و هم مترجم برنده اعطا می‌گردید و به هر کدام ۵۰۰۰ پوند و یک شامپاین بزرگ از «شامپاین تایتینگر» حامی نوشیدنی اهدا می‌شد.